# Contre-mesure électronique

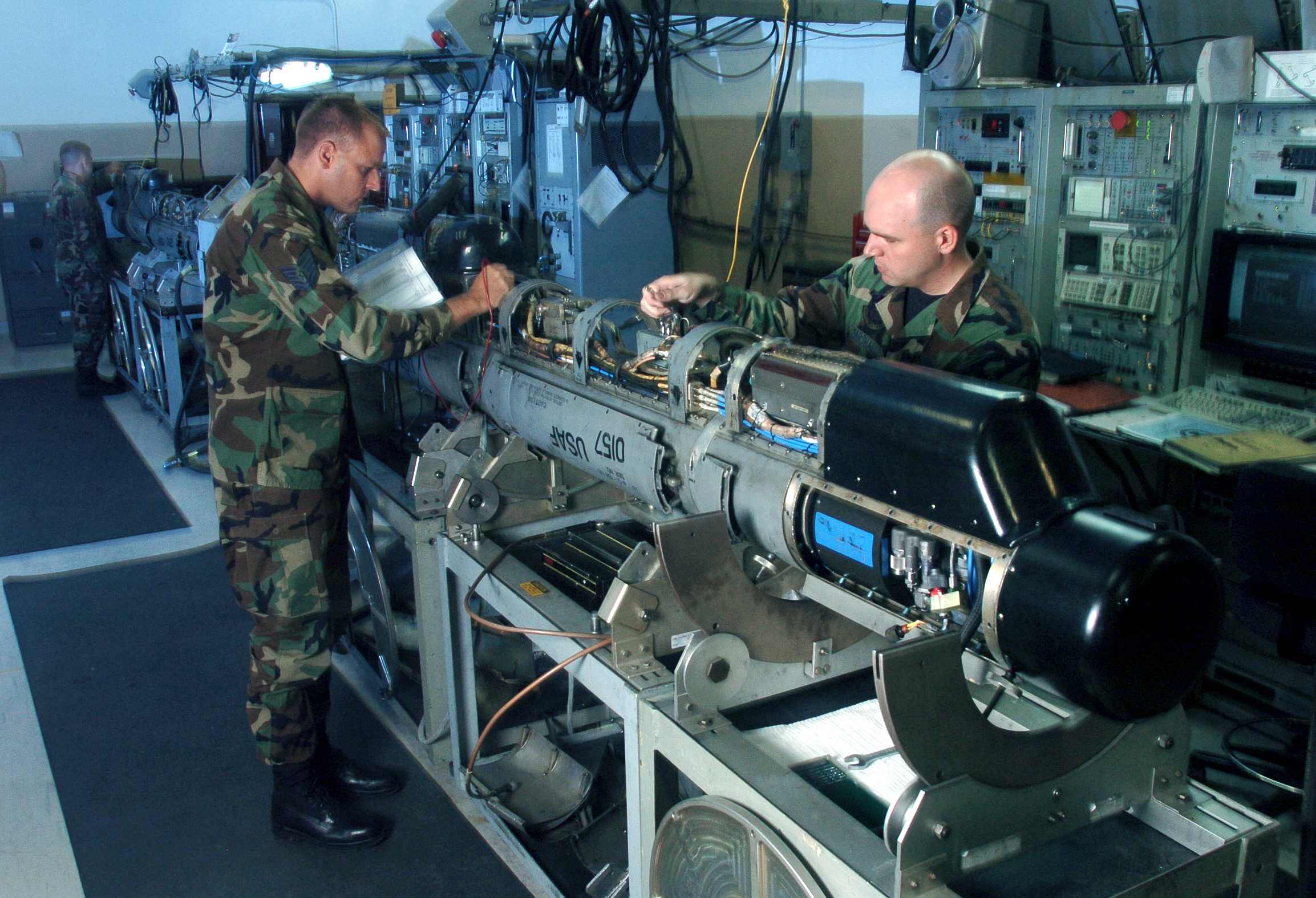
Inspection d'un fuseau d'attaque électronique AN/ALQ-184.

Une contre-mesure électronique (CME, en anglais : Electronic countermeasure ou ECM) est un dispositif électrique ou électronique conçu pour tricher ou leurrer des équipements adverses. Les contre-mesures électroniques sont des dispositifs électriques ou électroniques conçus pour tromper les radars, les sonars ou d'autres systèmes de détection, tels que les infrarouges ou les lasers. Il peut être utilisé à la fois de manière offensive et défensive pour empêcher l'ennemi d'obtenir des informations sur le ciblage. Le système peut faire apparaître plusieurs cibles distinctes à l'ennemi, ou faire disparaître la cible réelle ou la faire se déplacer de manière aléatoire. Il est utilisé efficacement pour protéger les avions contre les missiles guidés. La plupart des forces aériennes utilisent l'ECM pour protéger leurs avions des attaques. Elle a également été déployée sur les navires militaires et, récemment, sur certains chars d'assaut avancés pour tromper les missiles guidés par laser/IR. Elle est souvent associée à des progrès en matière de furtivité afin de faciliter la tâche des systèmes ECM. L'ECM offensive prend souvent la forme de brouillage. L'ECM d'autoprotection (défensive) comprend l'utilisation de l'amélioration du blip (en) et le brouillage des systèmes de guidage de missile.

## Historique
Le premier exemple d'application de contre-mesures électroniques dans une situation de combat a eu lieu pendant la guerre russo-japonaise. Le 13 juillet 1904, des stations russes de télégraphie sans fil installées dans la forteresse de Port Arthur et à bord de croiseurs légers russes ont réussi à interrompre la communication sans fil entre un groupe de cuirassés japonais. Les émetteurs à étincelles des stations russes génèrent des niveaux de bruit électromagnétique très élevés alors que les Japonais tentent de coordonner leurs efforts lors du bombardement d'une base navale russe. L'Allemagne et le Royaume-Uni ont perturbé les communications ennemies le long du front occidental pendant la Première Guerre mondiale, tandis que la Royal Navy essayait d'intercepter les transmissions radio de la marine allemande. On a également essayé d'envoyer de faux signaux radio, de demander aux stations côtières d'envoyer des transmissions en utilisant les indicatifs d'appel des navires et de brouiller les signaux radio de l'ennemi.
Seconde Guerre mondiale
L'ECM s'est étendue pour inclure le largage de paillettes (initialement appelé Windows en anglais), le brouillage et la mystification des signaux radar et de navigation. Les bombardiers allemands naviguaient à l'aide de signaux radio transmis par des stations au sol, que les Britanniques ont perturbé avec des signaux mystifiés lors de la Bataille des faisceaux. Au cours des attaques nocturnes de la RAF contre l'Allemagne, l'étendue des contre-mesures électroniques a été considérablement élargie, et une organisation spécialisée, le Groupe 100 RAF, a été créée pour contrer l'augmentation de la force des chasseurs de nuit et des défenses radar allemandes. Les développements de la Guerre froide comprenaient des missiles anti-radar conçus pour cibler les émetteurs radars ennemis.
Lors de l'Opération Orchard de 2007, les Israéliens ont attaqué un site soupçonné d'abriter des armes nucléaires syriennes. La Force aérienne israélienne a utilisé la guerre électronique pour prendre le contrôle de l'espace aérien syrien avant l'attaque. Les systèmes de guerre électronique israéliens ont pris le contrôle des systèmes de défense aérienne syriens, leur fournissant une fausse image du ciel pendant que les avions de l'armée de l'air israélienne traversaient une grande partie de la Syrie, bombardaient leurs cibles et revenaient.

## ECM radar

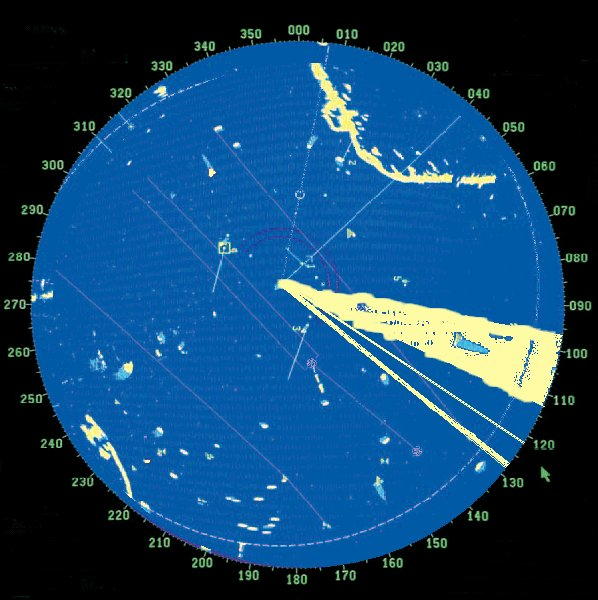
Écran radar simulé lors d'un exercice d'entraînement de l'US Navy montrant un brouillage simulé (zone blanche triangulaire en bas à droite).

Les stratégies ECM radar de base sont (1) le brouillage radar, (2) la modification des cibles, et (3) la modification des propriétés électriques de l'air. Les techniques de brouillage comprennent le brouillage et la déception. Le brouillage est réalisé par une plate-forme amie transmettant des signaux sur la fréquence du radar afin de produire un niveau de bruit suffisant pour masquer les échos. Les transmissions continues du brouilleur fourniront une direction claire au radar ennemi, mais aucune information sur la portée. La tromperie peut utiliser un transpondeur pour imiter l'écho radar avec un retard pour indiquer une portée incorrecte. Les transpondeurs peuvent également augmenter l'intensité de l'écho de retour pour faire passer un petit leurre pour une cible plus importante. Les modifications apportées aux cibles comprennent des revêtements absorbant les ondes radar et des modifications de la forme de la surface afin de rendre furtive une cible de grande valeur ou d'améliorer les réflexions sur un leurre. La dispersion de petites bandes d'aluminium appelées paillettes est une méthode courante pour modifier les propriétés électromagnétiques de l'air afin de produire des échos radar déroutants.

## Communications ECM

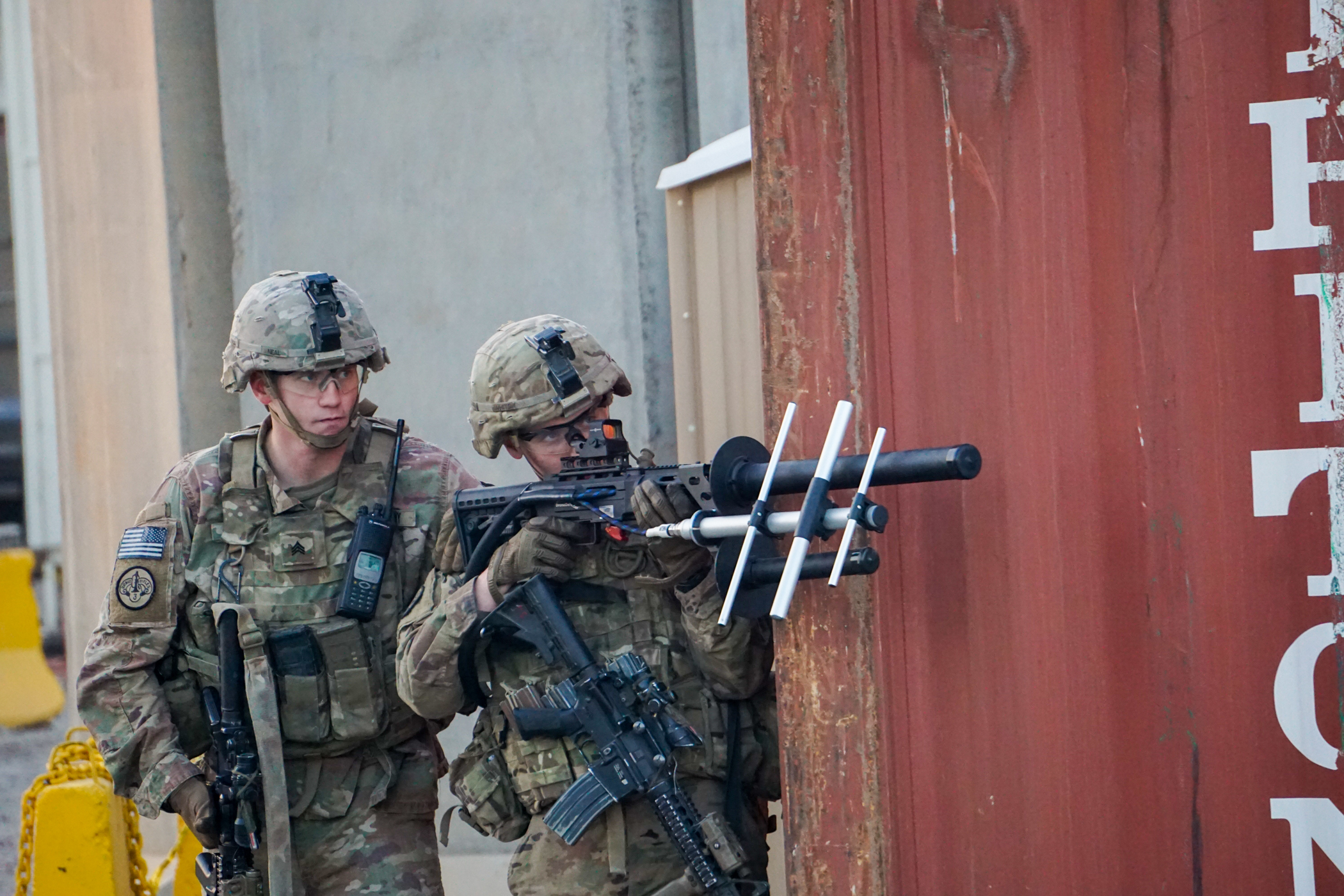
Mesures de lutte contre les drones (Exercice du 1st Squadron, 3rd Cavalry Regiment de l' US Army avec le Battelle DroneDefender, 30 octobre 2018, Irak).

Le brouillage radio ou le brouillage des communications est la transmission délibérée de signaux radio qui perturbent les communications en diminuant le rapport signal sur bruit au point que la liaison de communication cible est soit dégradée, soit privée de service.

## Avionique ECM

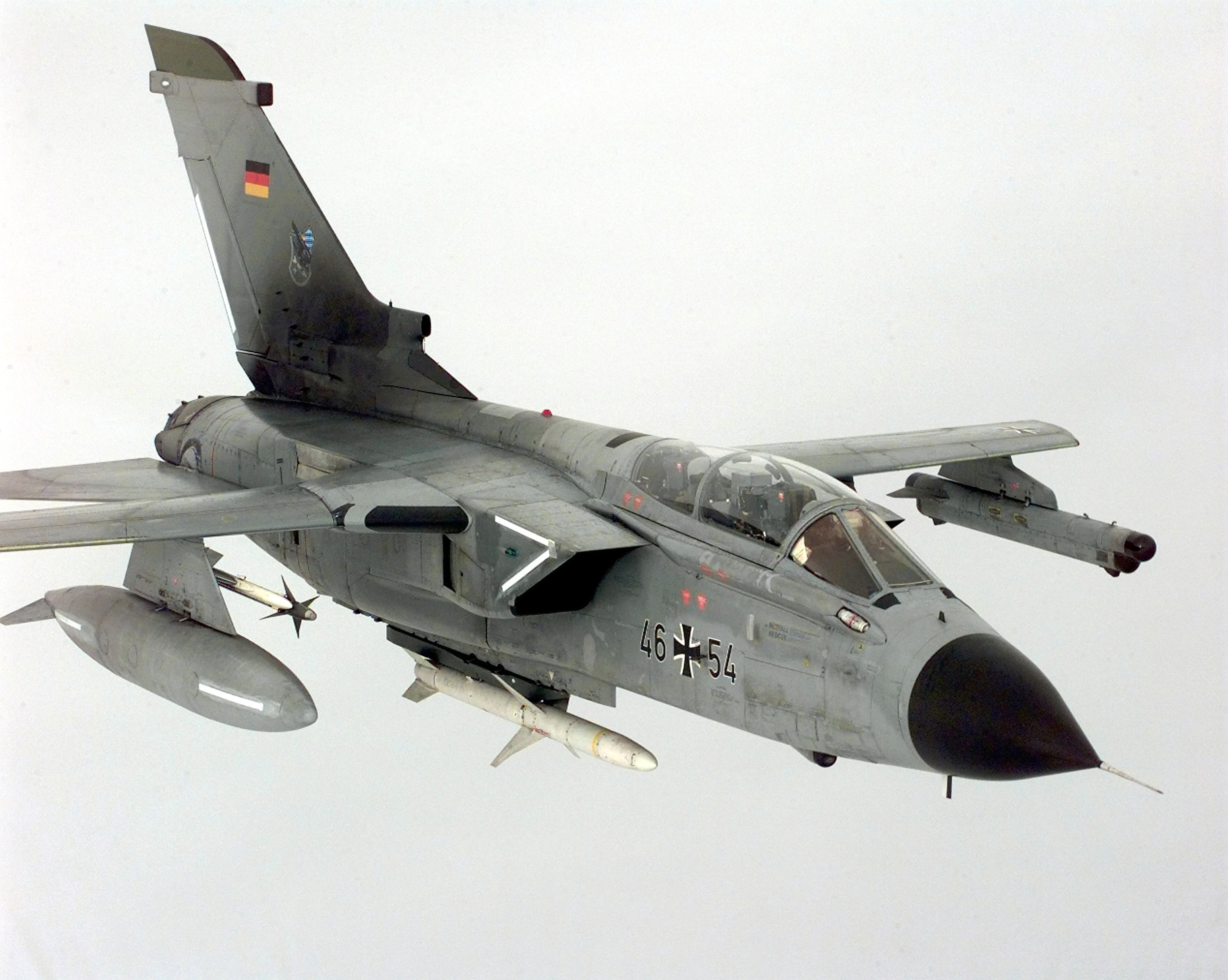
Tornado ECR allemand.

L'ECM est pratiquée par presque toutes les unités militaires modernes, qu'elles soient terrestres, maritimes ou aériennes. Les aéronefs sont toutefois les principales armes dans la bataille ECM, car ils peuvent « voir » une plus grande surface de terre qu'une unité basée sur la mer ou la terre. Lorsqu'elle est employée efficacement, l'ECM peut empêcher les aéronefs d'être suivis par les radars de recherche ou d'être pris pour cible par des missiles surface-air ou des missiles air-air. L'ECM d'un aéronef peut prendre la forme d'une nacelle fixée sous l'aile ou être intégrée à la cellule. Les avions de chasse utilisant une antenne à balayage électronique classique montent des nacelles de brouillage dédiées ou, dans le cas des forces aériennes américaines, allemandes et italiennes, peuvent faire appel à des avions de guerre électronique pour les transporter. Les nacelles ECM varient considérablement en termes de puissance et de capacité ; bien que de nombreux avions de chasse soient capables de transporter une nacelle ECM, ces nacelles sont généralement moins puissantes, moins performantes et de plus faible portée que l'équipement transporté par les avions ECM spécialisés, ce qui fait des avions ECM spécialisés une partie importante de l'inventaire de toute armée de l'air.

### Futurs brouilleurs aéroportés
Un brouilleur de nouvelle génération (en) américain en cours de développement pour remplacer l'actuel AN/ALQ-99 (en) embarqué sur l'avion de guerre électronique E/A-18G. Effectuant son premier vol d'essai en 2020, il utilise une petite antenne AESA divisée en quadrants pour une couverture tout autour et conservera la capacité de brouillage hautement directionnel.
Le projet Precision Electronic Warfare (PREW) de la DARPA vise à développer un système peu coûteux capable de synchroniser plusieurs nacelles de brouillage aéroportées simples avec une précision suffisante pour reproduire la directionnalité d'une antenne à balayage électronique, en évitant le brouillage collatéral de récepteurs non ciblés.
Un leurre actif non réutilisable qui utilise la technologie Digital radio frequency memory (en) (DRFM) pour brouiller les menaces basées sur les radiofréquences a déjà été développé par Selex ES (fusionné dans Leonardo nouveau nom de Finmeccanica depuis 2017). Le système, nommé BriteCloud (en), est autonome dans un petit bidon semblable à une cartouche de torche standard. Le format 55 mm du système a fait l'objet d'essais en vol avec l'avion Gripen et le développement d'une variante 218 est à un stade avancé.

### Aéronefs ECM dédiés
- EA-3 Skywarrior
- EB-66 Destroyer
- EC-130H Compass Call (en)
- EA-6B Prowler équipé d'un brouilleur de communications ALQ-92, d'un système de brouillage de pistes multi-bandes ALQ-100 et de cinq nacelles de brouillage tactique ALQ-99[10].
- EA-18G Growler
- EF-111A Raven
- Tornado ECR
- J-16 D
- Su-24MP
- Yak-28PP
- Mi-8PP

## ECM embarquée sur navire
Le brouilleur répéteur de leurrage ULQ-6 était l'une des premières installations ECM embarquées par la United States Navy dans les années 1960. L'ensemble ECM embarqué Raytheon SLQ-32 développait dans les années 1970 se déclinait en trois versions fournissant des informations d'avertissement, d'identification et de relèvement sur les missiles de croisière guidés par radar. Le SLQ-32 V3 comprenait des contre-mesures électroniques à réaction rapide pour les croiseurs, les grands navires amphibies et les navires auxiliaires, en plus des lanceurs RBOC (Rapid Blooming Off-board Chaff) présents sur la plupart des navires de surface. Le système de guerre acoustique sous-marin BLR-14 (ou SAWS) fournit un récepteur intégré, un processeur, un affichage et un système de lancement de contre-mesures pour les sous-marins.
Dans les années 2010, la Marine nationale française m'est en œuvre des R-ECM (Radar Electronic Counter Measure), dénommé VIGILE, développés par le Français Thales et l'Italien Eletronicca, conçus pour aveugler les radars adverses et les autodirecteurs des missiles assaillants.

## Analogies infrarouges et acoustiques

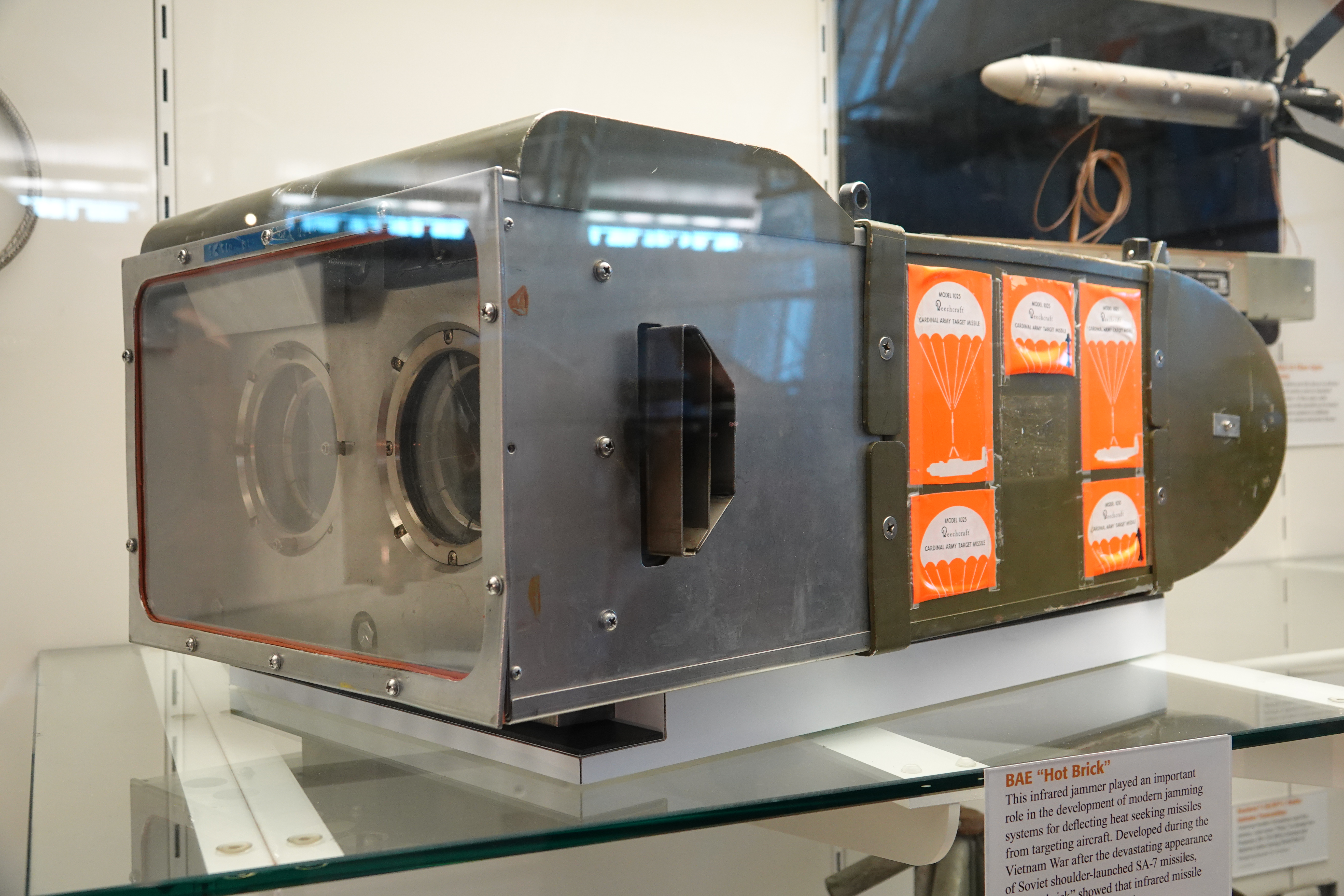
Brouilleur infrarouge Hot Brick.

Les systèmes de guidage de missile par infrarouge peuvent être trompés par des leurres, des fusées éclairantes et d'autres contre-mesures infrarouges. Les systèmes de détection et d'autodirecteurs acoustiques utilisés pour les navires sont également susceptibles de faire l'objet de contre-mesures. Les navires de guerre américains utilisent les systèmes Masker et PRAIRIE (propeller AIR Ingestion and Emission) pour créer de petites bulles d'air autour de la coque et du sillage d'un navire afin de réduire la transmission du son. Les navires de surface remorquent des dispositifs acoustiques comme le AN/SLQ-25 Nixie pour tromper les torpilles à tête chercheuse. Les sous-marins peuvent déployer des contre-mesures acoustiques similaires (ou ADC) à partir d'un tube de lancement de signaux de 3 pouces (75 millimètres). Les sous-marins lanceurs d'engins balistiques des États-Unis pouvaient déployer le leurre Mark 70 MOSS (Mobile submarine simulator (en)) à partir de tubes lance-torpilles pour simuler un sous-marin de taille normale. La plupart des marines équipent en outre les navires de lanceurs de leurres.